# Мраз (филм)
Мраз је надолазећи српски филм у режији и по сценарију Павла Вучковића.

## Радња
Мраз је универзална прича заснована на миту из источне Србије. Истражује регионалну културу, веровања, хришћанску традицију, сујеверје али и психологију карактера. Главна јунакиња, детективка Мирјана, одлази у источну Србију како би испитала нестанак девојке.
Њена полицијска истрага временом прераста у лично преиспитивање...

## Улоге
| Глумац            | Улога |
| ----------------- | ----- |
| Камка Тоциновски  |       |
| Весна Тривалић    |       |
| Јово Максић       |       |
| Јован Белобрковић |       |
| Златан Видовић    |       |
| Мирко Влаховић    |       |
| Лара Драговић     |       |
| Антонио Скарпа    |       |